# Tramwaje w Gorzowie Wielkopolskim
Tramwaje w Gorzowie Wielkopolskim – system komunikacji tramwajowej w Gorzowie Wielkopolskim administrowany jest przez Miejski Zakład Komunikacji.
Tramwaje poruszają się po torach o rozstawie szyn 1435 mm i sieci składającej się z 12,6 km (25,23 km toru pojedynczego).

## Historia
29 lipca 1899 roku uroczyście uruchomiono tramwaje elektryczne. Powstały wówczas trzy linie – z Dworca Głównego do Hopfenbruch (okolice południowej strony dzisiejszej ul. Warszawskiej), z Friedrichstadt (Frydrychowo) do Paradeplatz (dziś już nieistniejący) oraz z General von Strantz-Kaserne (koszary) do Markt (Wełniany Rynek). W przeciwieństwie do innych niemieckich miast w tramwajach nie było wówczas kontrolerów biletów. Opłaty za przewóz pobierane były przez motorniczego lub przy wykorzystaniu tzw. Zahlboxów – pierwszych biletomatów. W latach 1903–1904 powstała odnoga do dzisiejszego Parku Słowiańskiego oraz przedłużenie linii do Placu Słonecznego.
11 września 1922 roku eksploatację tramwajów zawieszono z powodu nierentowności. 15 sierpnia 1924 roku ruch tramwajowy wznowiono, a w 1926 roku nastąpiło uruchomienie linii tramwajowej na Zamoście ze Starego Rynku (według innych źródeł – Wełnianego Rynku) przez nowo wybudowany most na Warcie.
W 1943 roku po Gorzowie zaczęły jeździć trolejbusy. Na ten czas częściowo zrezygnowano z kursowania tramwajów. Były trzy linie trolejbusów – linia nr 1 wyjeżdżała z dworca na ul. Sikorskiego i kończyła trasę przy placu na ul. Kilińskiego. Linia nr 2 zaczynała przy katedrze, a potem za pomocą pętli między ulicami Koniawską i Kobylogórską zawracały. Linia nr 3 wyjeżdżała z placu na ul. Słonecznej i tam również kończyła trasę. W Gorzowie łącznie kursowało 11 sztuk trolejbusów - siedem sztuk włoskiego Fiata 6567/511 od 1944 r. i cztery MAN-y. 
30 stycznia 1945 roku na tory ostatni raz wyjechały tramwaje przed ponad dwuletnią przerwą. W 1947 roku została reaktywowana jedna linia tramwajowa, 21 lipca 1951 roku nastąpiło wznowienie ruchu tramwajowego na Zamoście, a w 1955 roku oddano do eksploatacji linię tramwajową do ul. Energetyków. 1 maja 1972 roku oddano do eksploatacji linie tramwajową na Wieprzyce, a w 1973 roku wybudowano linie tramwajową do pętli Piaski. Jednocześnie po przebudowie mostu zlikwidowano linię tramwajową na Zamoście.
Gorzów Wielkopolski był do czasu przybycia z Pesy pierwszych tramwajów niskopodłogowych ostatnim polskim miastem z własną siecią tramwajową, w którym wszystkie eksploatowane wagony pochodzą z lat 60. i 70. Na gorzowskie ulice wyjeżdżały sprowadzane od roku 1995 (wcześniejsze nabytki wycofano już z ruchu) z niemieckiego Kassel wyprodukowane w latach 60. i 70. XX wieku wagony 6ZGTW (wyprodukowane jako dwukierunkowe) i 6EGTW (jednokierunkowe). Producentami wagonów, bazujących na rozwiązaniach technicznych serii GT6 Duewagu, były firmy Wegmann i Credé. Choć wagony GT6 i pochodne jeździły lub nadal jeżdżą w wielu polskich miastach, ich odmiana eksploatowana przez MZK Gorzów jest unikatem na skalę kraju. Dwa spośród 6ZGTW - wagony o numerach 258 i 259, również pochodzące z Kassel - w latach 1999-2011 były własnością muzeum komunikacji w Amsterdamie
W marcu 2007 roku prezydent miasta zasugerował możliwość likwidacji torowiska prowadzącego na osiedle Piaski w celu utworzenia deptaka na ul. Chrobrego. Spotkało się to ze zdecydowanymi protestami mieszkańców oraz większości klubów radnych Rady Miejskiej. W maju 2007 roku prezydent Tadeusz Jędrzejczak wycofał się ze swojego pomysłu.
30 listopada 2009 roku uruchomione ponownie zostały linie 4 i 5 do pętli Dworzec.
Na początku roku 2011 MZK zaproponował likwidację całej sieci tramwajowej w mieście, tłumacząc się kosztami generowanymi przez przestarzałe tramwaje. Wzbudziło to niezadowolenie mieszkańców, co skutkowało petycją do Prezydenta miasta, Rady Miasta i Dyrektora MZK w sprawie zaprzestania likwidacji linii tramwajowych i wszczęcia poczynań mających na celu rozwój tramwajów w Gorzowie. Petycję podpisało ponad 4000 osób. 1 kwietnia 2011 roku dotarł jeden z dwóch kupionych tramwajów 6ZGTW z muzeum Holandii, drugi z nich dostarczono 9 kwietnia. Oba wagony pochodzą z 1966 roku.
2 stycznia 2012 roku z powodu zmniejszenia dotacji przez Prezydenta i Radę Miejską zostały zawieszone kursy linii 4 i 5.
1 października 2017 komunikacja tramwajowa w Gorzowie Wielkopolskim została zawieszona z powodu remontu całej sieci. 2 lipca 2020 wznowiony został ruch na linii 1.
W nocy z 15 na 16 kwietnia 2019 roku przyjechał pierwszy wagon Pesa Twist 2015N. 17 kwietnia 2020 roku odbyły się jazdy próbne nowego tramwaju, a 2 lipca – w urodziny miasta – pierwsze przejazdy z pasażerami.
Około 2017 roku zrezygnowano z użytkowania starego niemieckiego tramwaju „Helmuta”. We wrześniu 2020 roku wrócił na tory, ale odnowiony.
2 stycznia 2024 r. zostało wznowione kursowanie linii nr 4, na trasie Fieldorfa-Nila - Dworzec Główny PKP. Rozkład jazdy linii nr 4 został dostosowany do przyjazdów i odjazdów pociągów na/z stacji kolejowej Gorzów Wielkopolski. Tramwaje kursują we wszystkie dni tygodnia z częstotliwością co 60 minut.

## Infrastruktura

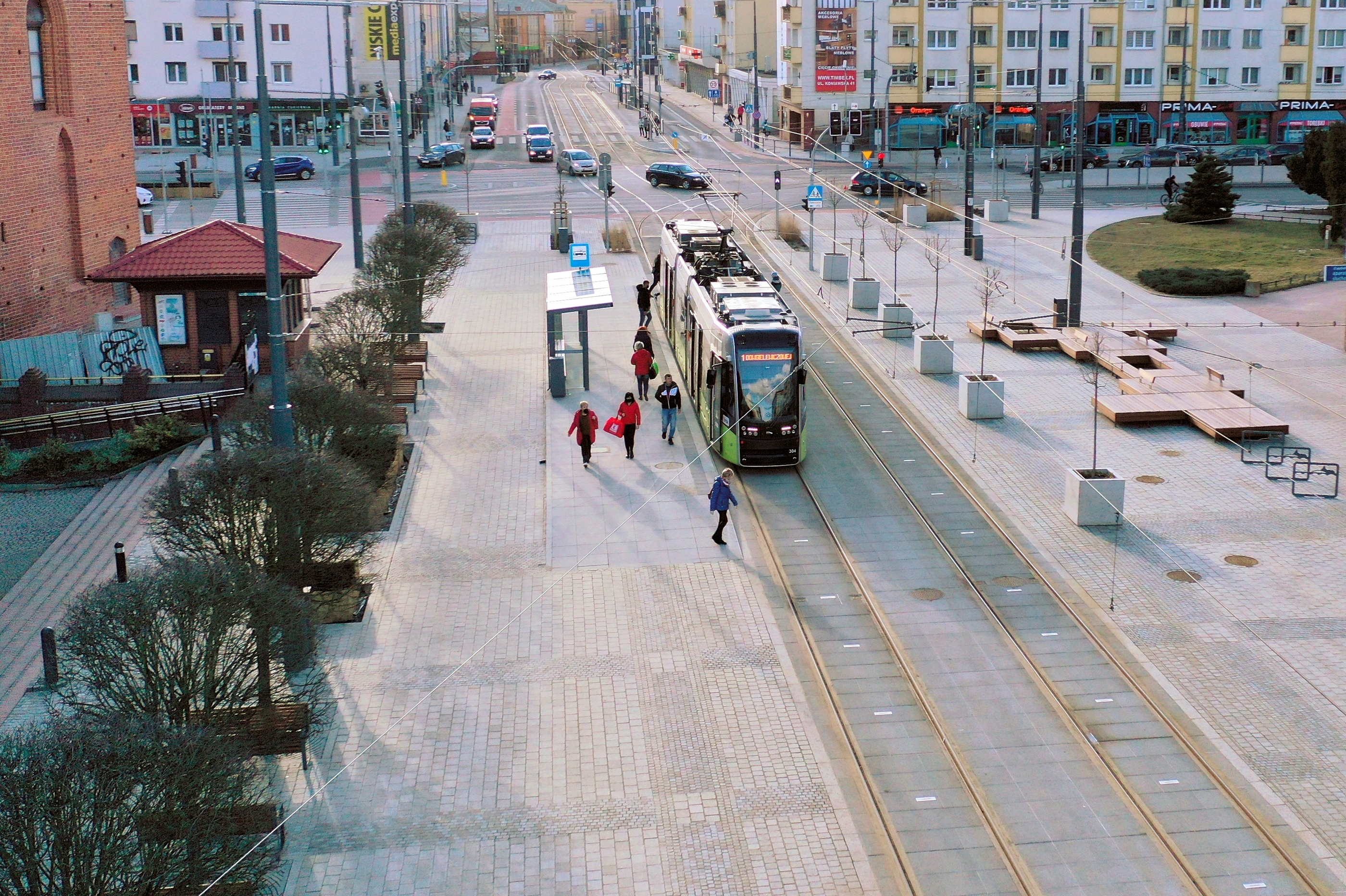
Przystanek „Katedra” na deptaku w ciągu ul. Sikorskiego (2021)

Sieć tramwajowa w Gorzowie Wielkopolskim składa się z 12,6 km (25,23 km toru pojedynczego). Torowiska były budowane i modernizowane w różnych okresach. Część torowisk wybudowana została ponad 40 lat temu – w latach 60. XX w. (odcinek w ul. Sikorskiego – od ul. Dworcowej do katedry czy odcinek w ul. Walczaka – od stacji Shell do ul. Dowgielewiczowej), a część w latach 70. (w ul. Dworcowej z pętlą czy pętla na Os. Piaski), ich obecny stan techniczny po wielu latach ciągłej eksploatacji nie jest więc zadowalający. MZK w Gorzowie Wielkopolskim Sp. z o.o. systematycznie remontował torowiska tramwajowe, lecz ze względu na ograniczone środki finansowe, naprawy te realizowano na krótkich odcinkach. W latach 2005–2012 dokonano 19 istotnych napraw torów, o łącznej długości 1 685 m.
W 2023 roku oddano do użytku nowy fragment sieci o długości ok. 400 metrów, pomiędzy dawną pętlą „Silwana” a ul. Fieldorfa-Nila, zakończony krańcówką.

## Tabor

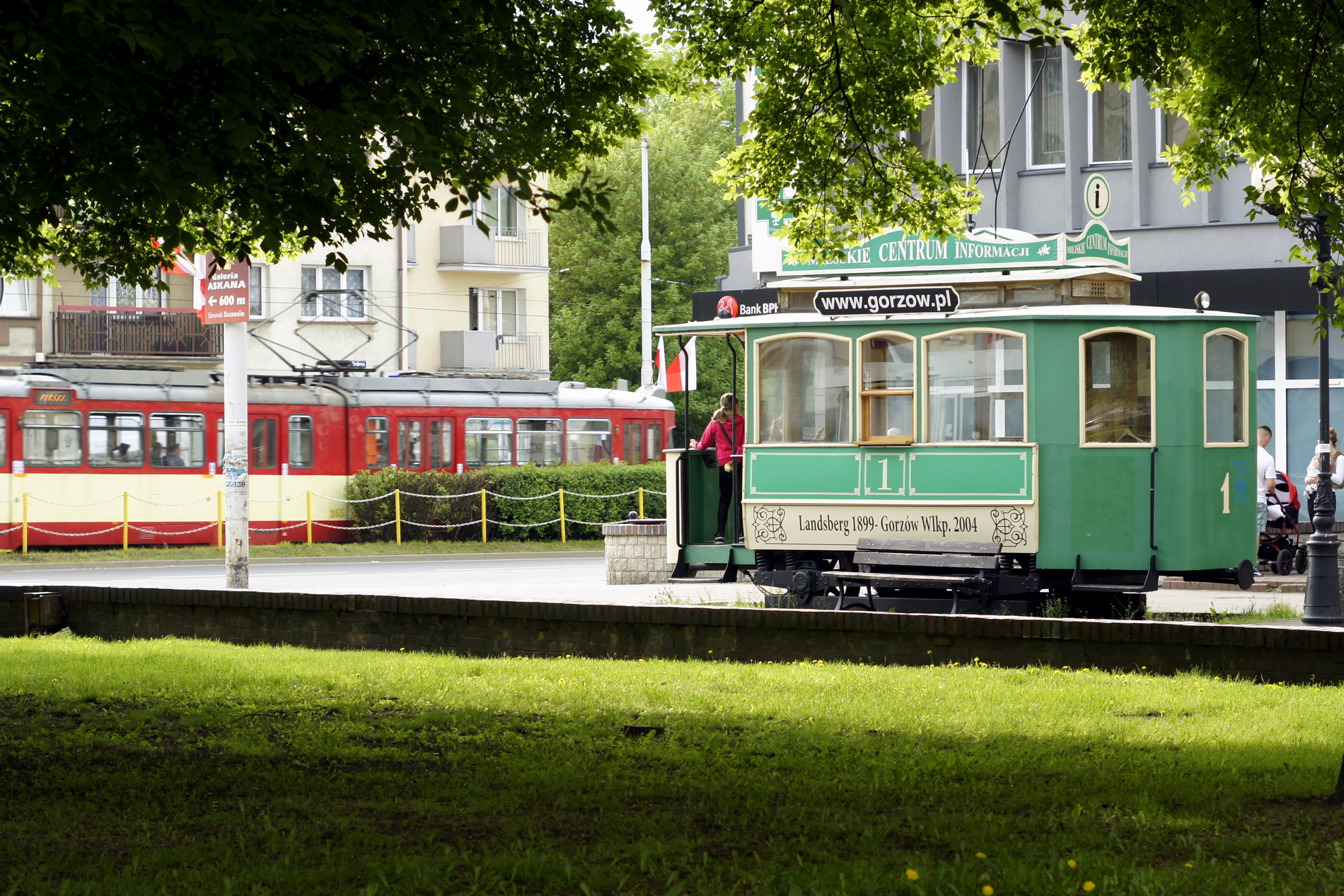
Replika tramwaju Landsberg firmy Herbrandt, który w 1899 roku rozpoczął komunikację tramwajową w mieście, posadowiona w miejscu przebiegu historycznej linii. W tle tramwaj linii 2 - typu 6EGTW - jadący w kierunku osiedla Piaski.

Tabor tramwajowy eksploatowany przez MZK w Gorzowie Wielkopolskim Sp. z o.o. to wagony dwóch typów 105N i 105Na produkcji polskiej (Konstal Chorzów) – w liczbie 16 sztuk oraz 6E/ZGTW produkcji niemieckiej (Wegmann/Dűwag) – 19 sztuk. Wagony z rodziny 105N są wozami pojedynczymi, jednokierunkowymi i jednostronnymi, wysokopodłogowymi – o konstrukcji stalowej. Posiadają one 4 pary drzwi – po jednej na przednim i tylnym pomoście oraz dwie pary drzwi w środkowej części wagonu. W porównaniu z wagonem 105N, wagon 105Na posiada przełączalny rozruch z układu równoległego na szeregowy – w celu zmniejszenia poboru prądu. Każdy wagon serii 105N i 105 Na wyposażony jest w 4 silniki o mocy 41,5 kW, po dwa na każdym wózku. 
Nominalnie wagon zabiera 120 pasażerów, w tym 20 na miejscach siedzących. W Gorzowie Wielkopolskim wagony te były włączane do eksploatacji w latach 1976–1988. Wagony typu 6E/ZGTW są dwustronne, przegubowe, wysokopodłogowe i wyposażone w 4 pary drzwi po każdej ze stron wagonu oraz w dwie kabiny na krańcach wagonu (w Gorzowie nie korzysta się z dwukierunkowości tych wagonów). Pudło wagonu osadzone jest na trzech wózkach, z czego na dwóch skrajnych znajdują się silniki (po jednym na wózek), o mocy 110 kW. Jeden wagon przegubowy jest w stanie zabrać 145 pasażerów, w tym 35 na miejscach siedzących. Wagony były nabywane w latach 2005–2011. 
Średni wiek taboru, wg stanu na dzień 31 grudnia 2012 r., wynosił: dla wagonów 105N/Na – 30 lat, przy średnim przebiegu – 1,18 mln kilometrów; dla wagonów 6E/ZGTW – wynosi 44,7 lat, przy średnim przebiegu – 1,17 mln km w Niemczech plus 0,62 mln km w Polsce, razem średnio – 1,79 mln km. Wagony typu 105N/Na mogą podlegać modernizacji, polegającej na przebudowie konstrukcji wagonu na przegubową i częściowo niskopodłogową (człon środkowy), z wymienionymi wózkami, systemem drzwi, wykończeniem wnętrza i siedziskami. Koszt takiej modernizacji stanowi jednak około połowy kosztu zakupu nowoczesnego wagonu tramwajowego. Pomimo to, przeprowadzało je w kraju już kilku operatorów tramwajowych (m.in. MPK Kraków S.A., MPK Wrocław Sp. z o.o., MZK Szczecin, Tramwaje Śląskie S.A. czy MPK Poznań Sp. z o.o.). W Gorzowie Wielkopolskim stan techniczny wszystkich wagonów typu 105N/Na, MZK Sp. z o.o. w 2012 r. ocenił jako zaledwie zadowalający (najniższa ocena dopuszczająca do eksploatacji), z możliwością przeprowadzenia modernizacji. Z uwagi na wiek i zastosowane przestarzałe rozwiązania techniczne, wagony typu 105N/Na są bardzo awaryjne. Wagony typu 6E/ZGTW, poza zaawansowanym wiekiem (13 wagonów wyprodukowano w 1966 r.) w większości mają też bardzo duży przebieg (7 wozów wykonało ponad 2 mln km) i charakteryzują się wysoką awaryjnością. Pomimo to, w 2012 r. ich stan MZK w Gorzowie Wielkopolskim Sp. z o.o. ocenił jako:  zadowalający – dla 10 wagonów;  dostateczny – dla 6 wagonów;  dobry – dla 3 wagonów. Wagony w stanie dobrym mają stosunkowo niewielki przebieg (dwa z nich – niewiele ponad 500 tys. km każdy). Jako graniczny dla tego taboru okres eksploatacji przyjęto: 2015 r. – dla 4 szt. wagonów;  2016 r. – dla 5 szt. wagonów;  2017 r. – dla 5 szt. wagonów;  2018 r. – dla pozostałych wagonów. Stan techniczny taboru jest ledwie zadowalający. Od 2019 roku w MZK jeżdżą też Pesy z serii Twist. 
W 2022 roku MZK zakupiło wagon 105Na nr 1247 z Warszawy, który po remoncie ma być wozem zabytkowym. Tramwaj przywieziono do Gorzowa w dniu 29 grudnia 2022 roku.

### Tabor eksploatowany liniowo[19][20]
| Ilustracja                      | Model                           | Lata dostaw                     | Uwagi                           | przewóz osób na wózkach         | Sztuk |
| ------------------------------- | ------------------------------- | ------------------------------- | ------------------------------- | ------------------------------- | ----- |
|                                 | Pesa Twist 2015N                | 2019                            | Długość: 24,2 m                 | T                               | 14    |
|                                 | 6ZGTW                           | 1999, 2011                      | Długość: 20,1 m Waga: 24,3t     | N                               | 7     |
|                                 | 6EGTW                           | 2003–2004                       | Długość: 19,1 m Waga: 23t       | N                               | 1     |
| Liczba wagonów                  | Liczba wagonów                  | Liczba wagonów                  | Liczba wagonów                  | Liczba wagonów                  | 22    |
| Udział wagonów niskopodłogowych | Udział wagonów niskopodłogowych | Udział wagonów niskopodłogowych | Udział wagonów niskopodłogowych | Udział wagonów niskopodłogowych | 64%   |

### Tabor zabytkowy[19][20]
| Zdjęcie | Model | Rok produkcji | Numer taborowy | Uwagi                                                            |
| ------- | ----- | ------------- | -------------- | ---------------------------------------------------------------- |
|         | N     | 1955          | 100            | W 1997 roku sprowadzony ze Szczecina, gdzie nosił numer 204.     |
|         | 105Na | 1976          | 117            | Wagon imprezowy                                                  |
|         | 105Na | 1988          | 137            | W dniu 29.12.2022 sprowadzony z Warszawy, gdzie nosił numer 1247 |

### Tabor techniczny
| Zdjęcie | Model | Rok produkcji | Uwagi  |
| ------- | ----- | ------------- | ------ |
|         | 6ZGTW | 1966          | [ 23 ] |

## Modernizacja

### Założenia
W październiku 2013 roku zaproponowano „Koncepcję Rozwoju Podsystemu Tramwajowego Publicznego Transportu Zbiorowego W Gorzowie Wielkopolskim”. Jest ona filarem szerszej wizji zrównoważonego rozwoju systemu transportu w mieście oraz sąsiednich gminach, tj.: Bogdaniec, Deszczno, Kłodawa, Lubiszyn i Santok. Wizja ta zakłada umacnianie roli miasta jako silnego ośrodka o charakterze regionalnym oraz rozwój nowoczesnego transportu zbiorowego spełniającego oczekiwania pasażerów poprzez integrację podsystemów autobusowego, tramwajowego (którego utrzymanie było decyzją podyktowaną w głównej mierze jego historią sięgającą roku 1899) oraz innych systemów transportowych. Koncepcja zaowocowała szczegółowym planem przeprowadzenia modernizacji zawierającym:
- plan sieci komunikacyjnej, na której będą realizowane przewozy o charakterze użyteczności publicznej;

- identyfikację potrzeb przewozowych;
- określenie zasad finansowania usług przewozowych;
- określenie preferencji dotyczących wyboru rodzaju środków transportu;
- ustalenie zasad organizacji rynku przewozów;
- określenie standardów usług przewozowych użyteczności publicznej;
- organizację systemu informacji dla pasażerów w tym dynamicznej na przystankach;
- przedłużenie sieci w kierunku osiedla Ustronie oraz budowa linii na osiedlach Sady i Parkowe (3,32 km);
- modernizację sieci tramwajowej (5,74 km istniejących tras - tor pojedynczy i podwójny);
- przebudowę pętli na ul. Kostrzyńskiej oraz w Wieprzycach;
- wymianę taboru, aby ograniczyć hałas tramwajowy – zakup 14 nowych niskopodłogowych, dwukierunkowych wagonów tramwajowych;
- budowę punktu przesiadkowego;
- modernizację zajezdni tramwajowej[28].

Projekt „System Zrównoważonego Transportu Miejskiego w Gorzowie Wielkopolskim”  podzielono na dwie części. Pierwsza, realizowana przez miasto, to inwestycja obejmująca budowę punktu przesiadkowego i trasy tramwajowej jak również modernizację już istniejących tras oraz zakup systemu informacji pasażerskiej i monitoringu. MZK Sp. z.o.o. odpowiada zaś za część drugą, której celem jest nabycie 14 nowoczesnych tramwajów oraz modernizację zajezdni.

### Okres przejściowy
Ze względu na trwanie prac modernizacyjnych przejazdy tramwajowe zostały wstrzymane 30 września 2017 roku. Zastąpiono je dodatkowymi kursami autobusów. 2 lipca 2020 (czyli w rocznicę lokacji Gorzowa Wielkopolskiego) przywrócono linię nr 1 od zajezdni przy ulicy Kostrzyńskiej do pętli przy „Silwanie”. Tego dnia również, pierwszy raz po gorzowskich torach, przejechała nowa Pesa Twist 2015N.

### Koszty inwestycji[31]
28 czerwca 2017 roku prezydent Gorzowa Wielkopolskiego Jacek Wójcicki i prezes gorzowskiego MZK Roman Maksymiak podpisali w Ministerstwie Rozwoju umowy na dofinansowanie z Unii Europejskiej obu części inwestycji. Koszty z podziałem na zakresy odpowiedzialności dwóch podmiotów zajmujących się modernizacją wraz z unijnym wsparciem uwzględnia tabela.
| Koszt „Systemu Zrównoważonego Transportu Miejskiego w Gorzowie Wielkopolskim”          | 199 276 871 zł |
| Dotacja z UE na „System Zrównoważonego Transportu Miejskiego w Gorzowie Wielkopolskim” | 84 374 394 zł  |
| Koszt zakupu tramwajów i infrastruktury technicznej                                    | 122 475 966 zł |
| Dotacja z UE na zakup tramwajów i infrastruktury technicznej                           | 74 624 518 zł  |
| Suma kosztów poniesionych przez Gorzów Wielkopolski (67%)                              | 321 752 837 zł |
| Suma dotacji z UE (33%)                                                                | 158 998 912 zł |

## Linie tramwajowe

### Obsługiwane linie
| Linia                  | Trasa | Długość [km] | Liczba przystanków          |
| ---------------------- | --- | ------------ | --------------------------- |
|                        | Wieprzyce ↔ Fieldorfa-Nila Kostrzyńska – Plac Słoneczny – Aleje 11 Listopada – gen. Władysława Sikorskiego – Warszawska – Podmiejska – Pomorska – Franciszka Walczaka | 9            | 19 (kier. „Fieldorfa-Nila”) |
| 20 (kier. „Wieprzyce”) | Wieprzyce ↔ Fieldorfa-Nila Kostrzyńska – Plac Słoneczny – Aleje 11 Listopada – gen. Władysława Sikorskiego – Warszawska – Podmiejska – Pomorska – Franciszka Walczaka | 9            |                             |
|                        | Wieprzyce ↔ Piaski Kostrzyńska – Plac Słoneczny – Aleje 11 Listopada – gen. Władysława Sikorskiego – Bolesława Chrobrego – Mieszka I – Kazimierza Wielkiego           | 7            | 17                          |
|                        | Piaski ↔ Fieldorfa-Nila Kazimierza Wielkiego – Mieszka I – Bolesława Chrobrego – Warszawska – Podmiejska – Pomorska – Franciszka Walczaka                             | 7,5          | 21                          |
|                        | Dworzec Główny ↔ Fieldorfa-Nila Dworcowa – gen. Władysława Sikorskiego – Warszawska – Podmiejska – Pomorska – Franciszka Walczaka                                     | 5,7          | 12                          |

### Zawieszone na stałe
| Linia | Trasa | Długość [km] | Liczba przystanków |
| ----- | --- | ------------ | ------------------ |
|       | Dworzec Główny ↔ Piaski Dworcowa – gen. Władysława Sikorskiego – Bolesława Chrobrego – Mieszka I – Kazimierza Wielkiego | 4            | 10                 |

## Galeria

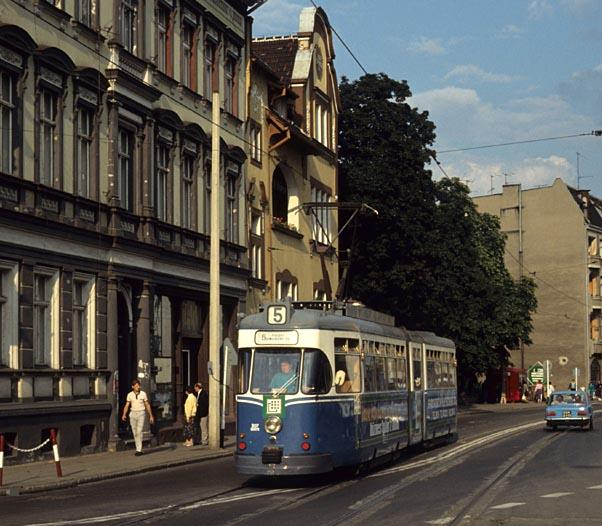
Tramwaj 4EGTW
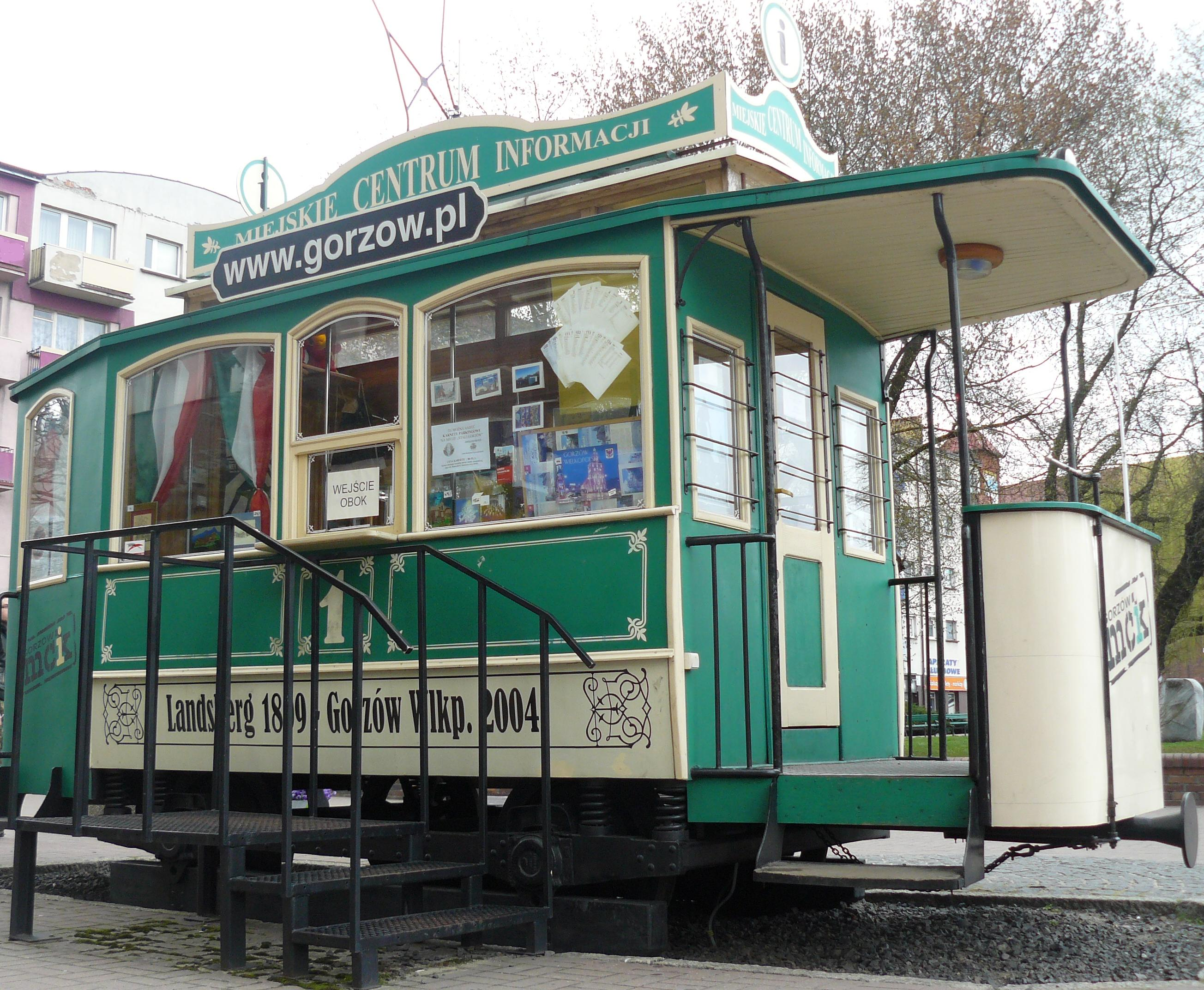
Replika tramwaju Landsberg z 1899 r.
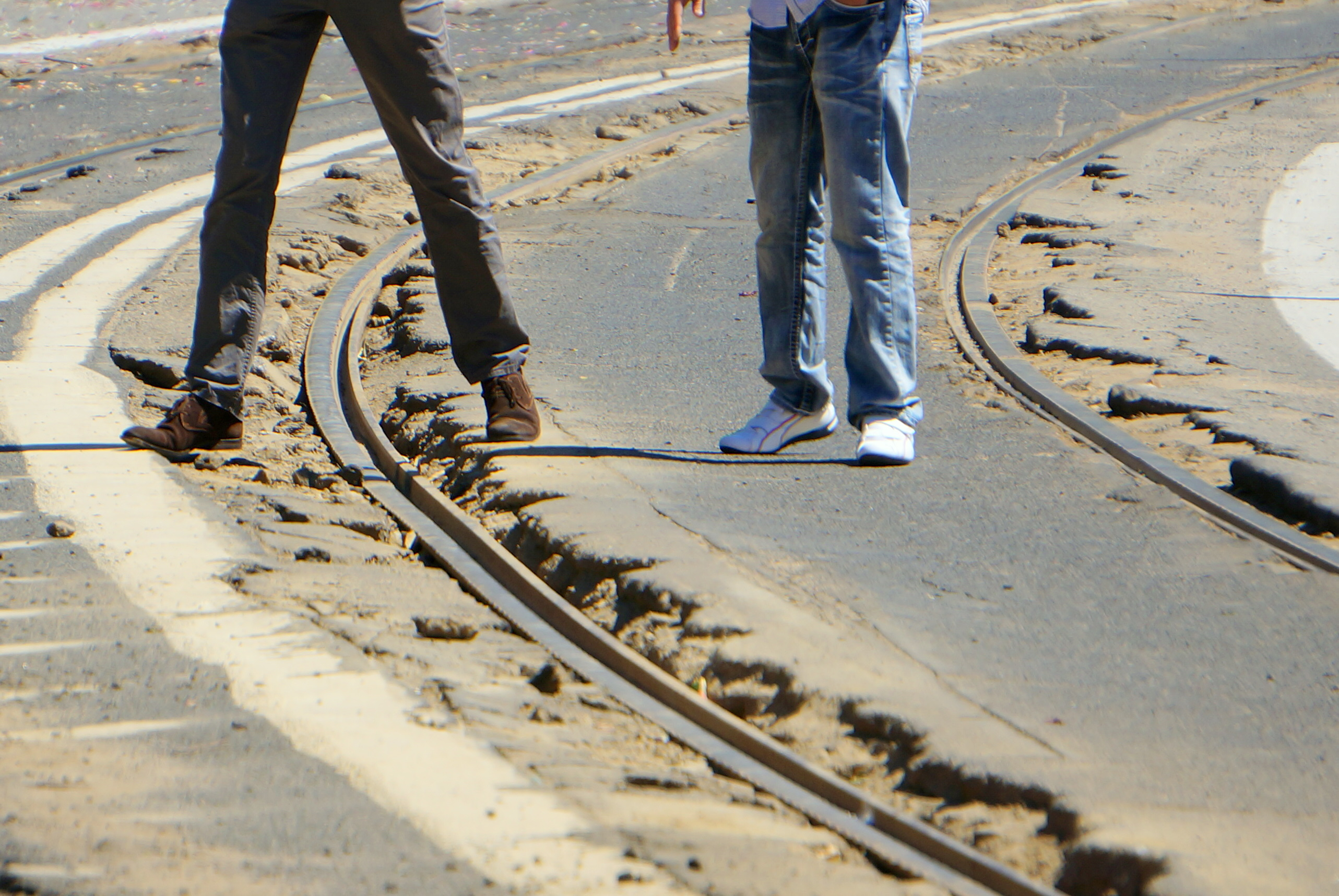
Stan torowiska tramwajowego w śródmieściu (ul. Warszawska – 2015)
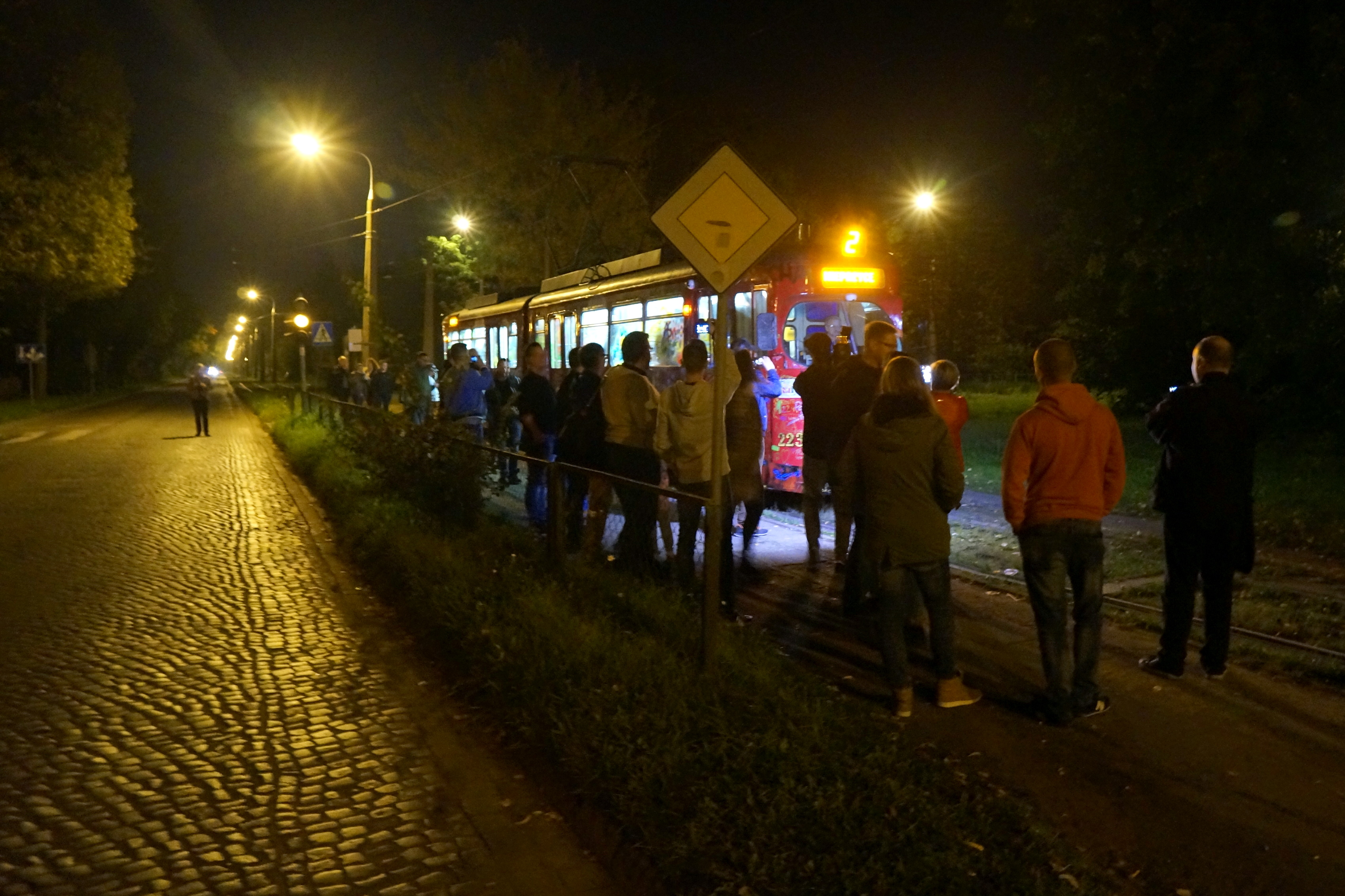
30.09.2017 r., zawieszenie komunikacji tramwajowej – ostatni tramwaj na przystanku końcowym
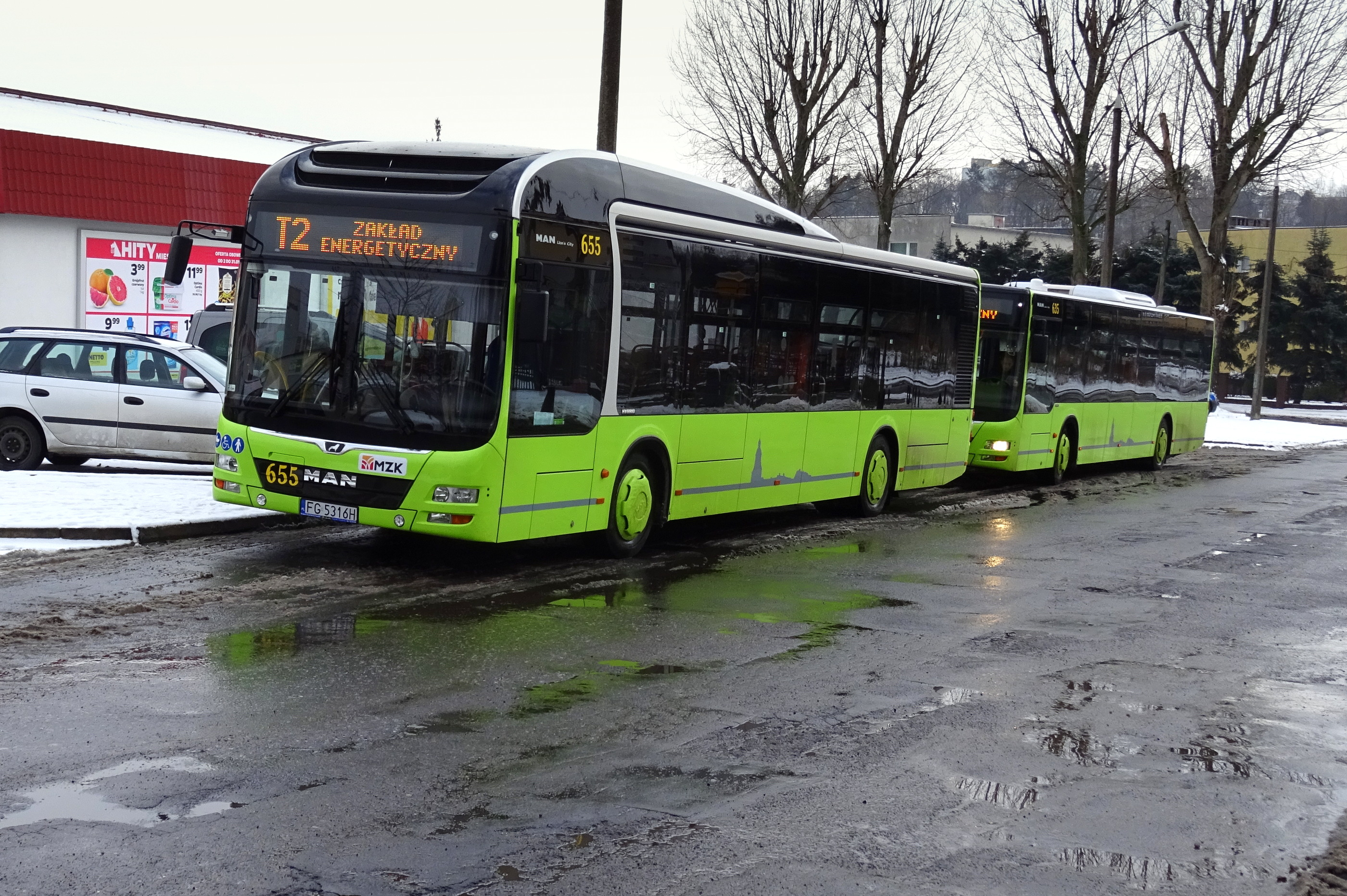
Autobusy zastępcze na zawieszonej z powodu remontu linii „2” (przystanek „Piaski końcowy”)
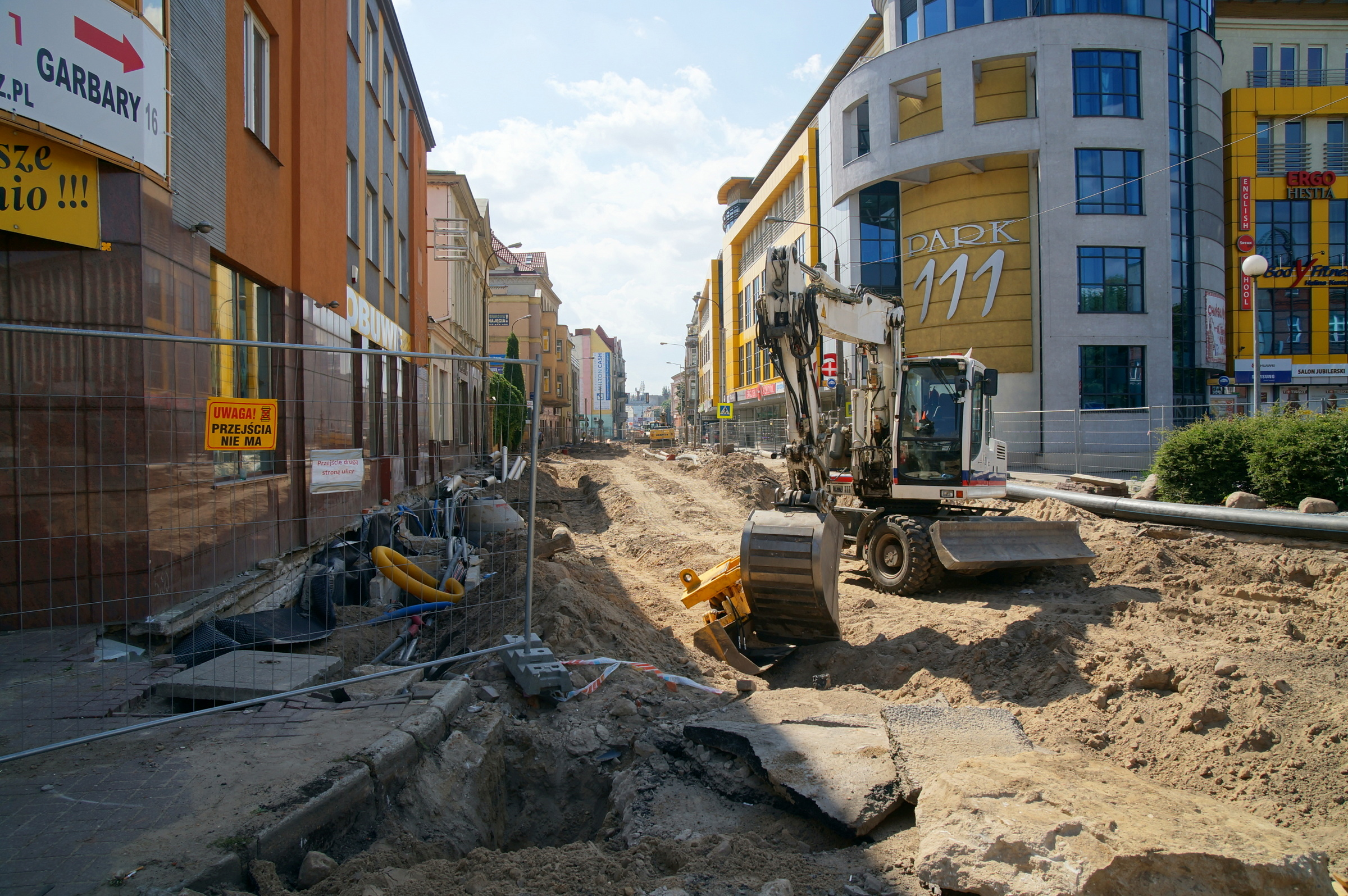
Remont torowiska (ul. Sikorskiego – 2018 r.)
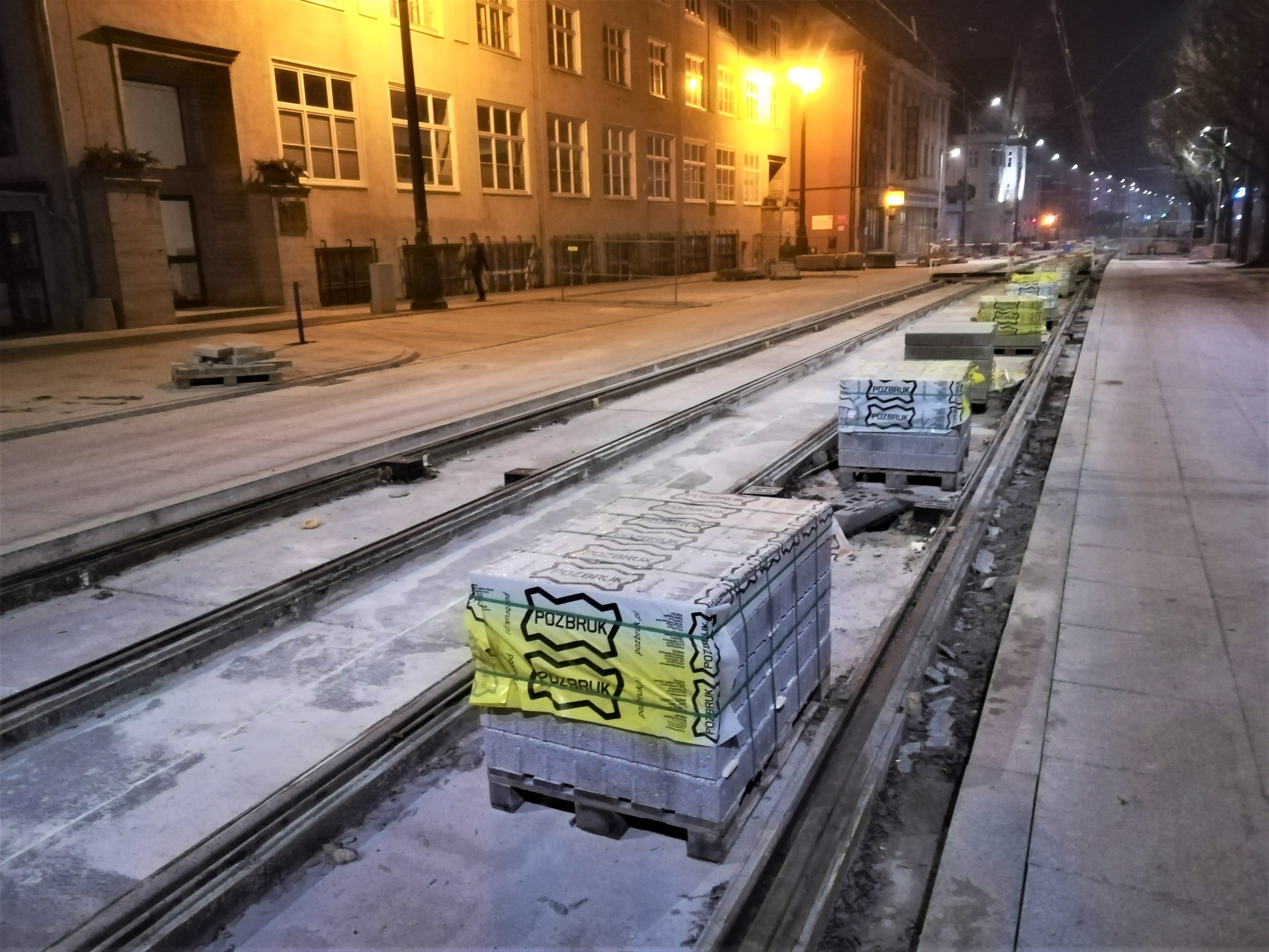
Remont torowiska (ul. Sikorskiego – 2019 r.)